# Демирель, Бекташ
Виси́та Аса́нов (род. 8 февраля 1976, Чечено-Ингушская АССР), впоследствии взявший имя и фамилию Бекташ Демирель (тур. Bektaş Demirel) — турецкий дзюдоист чеченского происхождения, чемпион и призёр чемпионатов Европы, призёр чемпионата мира, участник двух Олимпиад.

## Олимпиады
Дважды участвовал в Олимпийских играх: в 1996 году в Атланте и 2004 году в Афинах, где выступил неудачно.
На Олимпиаде в Атланте в первой же схватке проиграл представителю Южной Кореи Ли Сунг-хуну и прекратил борьбу.
На Олимпиаде в Афинах в первом раунде Демирель победил француза Ларби Бенбудауда, во втором проиграл болгарину Георгию Георгиеву. В серии утешительных схваток Демирель проиграл представителю Грузии Давиду Маргошвили и выбыл из борьбы за награды.

## Спортивные результаты
- Первенство России среди юниоров 1993 года — ;
- Московский международный турнир 1994 года — ;
- Первенство мира среди юниоров 1994 года — ;
- Первенство Европы среди юниоров 1994 года, Лиссабон — ;
- Первенство мира среди юниоров 1996 года — ;
- Международный турнир 1999 года, Набуль — ;
- Международный турнир 2001 года, Стамбул — ;
- Международный турнир 2005 года, Набуль — ;

## Семья
В 2018 году двое сыновей Асанова — Мухаммед Демирель и Умалт Демирель успешно выступили на Кубке Европы по дзюдо среди юношей до 18 лет. Мухаммед стал чемпионом в весовой категории до 50 кг, а Умалт победил в весовой категории до 66 кг. Сын Ибрахим Демирель в 2025 году стал чемпионом Турции по дзюдо.
Племянник Ибрахим Татароглу также является известным дзюдоистом.